# Stan Washington
Stanley "Stan" Washington (nacido el 23 de enero de 1952 en Washington D. C.) es un exjugador de baloncesto estadounidense que jugó una temporada en la NBA. Con 1,93 metros de estatura, lo hacía en la posición de base.

## Trayectoria deportiva

### Universidad
Jugó durante tres temporadas con los Toreros de la Universidad de San Diego, en las que promedió 18,1 puntos y 5,5 asistencias por partido. Fue elegido durante sus tres temporadas como el mejor jugador del equipo, y mantiene el récord de su universidad de más puntos anotados a lo largo de su carrera, con 1472.

### Profesional
Fue elegido en la sexagésimo sexta posición del Draft de la NBA de 1974 por Capital Bullets, y también en el puesto 88 de la novena ronda del draft de la ABA por los San Diego Conquistadors, fichando por los primeros, ya con su nueva denominación de Washington Bullets. Jugó únicamente cuatro minutos en un único partido, en el que no consiguió anotar.
Luego se unió a un equipo de exhibición que realizó una gira por Bélgica, para posteriormente retirarse.

## Estadísticas de su carrera en la NBA

### Temporada regular
| Temp.   | Edad | Equipo             | Liga | Pos. | P | TIT | MIN | TC  | TCA | %TC  | 3P | 3PA | %3P | 2P  | 2PA | %2P  | TL  | TLA | %TL | R.OF. | R.DEF. | REB | ASIS | ROB | TAP | PER | FP  | PTS |
| 1974-75 | 23   | Washington Bullets | NBA  | SG   | 1 |     | 4.0 | 0.0 | 1.0 | .000 |    |     |     | 0.0 | 1.0 | .000 | 0.0 | 0.0 |     | 0.0   | 0.0    | 0.0 | 0.0  | 0.0 | 0.0 |     | 1.0 | 0.0 |
| Total   |      |                    | NBA  |      | 1 |     | 4.0 | 0.0 | 1.0 | .000 |    |     |     | 0.0 | 1.0 | .000 | 0.0 | 0.0 |     | 0.0   | 0.0    | 0.0 | 0.0  | 0.0 | 0.0 |     | 1.0 | 0.0 |